# КК Естудијантес
КК Естудијантес (шп. Club Baloncesto Estudiantes) је шпански кошаркашки клуб из Мадрида. У сезони 2017/18. такмичи се у АЦБ лиги и ФИБА Лиги шампиона. Основани су 1948. године и један су од најпознатијих тимова у Шпанији. Њихови највећи успеси су освојена три Купа Шпаније. Своје утакмице играју у Палати спортова Покрајине Мадрид капацитета 15.000 места.

## Историја
Клуб је основан 1948. од стране студената, у јавној средњој школи (The Instituto Ramiro de Maeztu) у Мадриду.
Екипа је била једна од шест учесника такмичења, када је 1955. по први пут организовано шпанско првенство. Од тада, клуб је увек наступао у највишем рангу шпанске кошарке. То је још успело да пође за руком Реал Мадриду и Хувентуду. Такође је један од два шпанска клуба којем је мушка и женска екипа играла у највишем рангу шпанског првенства.

## Успеси

### Национални
- Првенство Шпаније:
  - Вицепрвак (4): 1963, 1968, 1981, 2004.

- Куп Шпаније:
  - Победник (3): 1963, 1992, 2000.
  - Финалиста (4): 1962, 1973, 1975, 1991.

### Међународни
- Куп Радивоја Кораћа:
  - Финалиста (1): 1999.

## Учинак у претходним сезонама
| Сез.     | Првенство Шпаније | Куп Шпаније  | Европско такмичење               | Европско такмичење |
| -------- | ----------------- | ------------ | -------------------------------- | ------------------ |
| 2008/09. | 13. место         | Полуфинале   | —                                |                    |
| 2009/10. | Четвртфинале ПО   | Четвртфинале | —                                |                    |
| 2010/11. | 12. место         | —            | Еврокуп — Четвртфинале           |                    |
| 2011/12. | 17. место         | —            | —                                |                    |
| 2012/13. | 12. место         | Четвртфинале | —                                |                    |
| 2013/14. | 16. место         | —            | —                                |                    |
| 2014/15. | 13. место         | —            | —                                |                    |
| 2015/16. | 17. место         | —            | —                                |                    |
| 2016/17. | 11. место         | —            | —                                |                    |
| 2017/18. | 11. место         | —            | ФИБА Лига шампиона — Групна фаза |                    |
| 2018/19. | 16. место         | Четвртфинале | —                                |                    |

## Познатији играчи
- Пјетро Арадори
- Марко Банић
- Стефан Бирчевић
- Луис Булок
- Вонтиго Камингс
- Ник Кејнер-Медли
- Никола Лончар
- Домен Лорбек
- Горан Николић
- Хуан Антонио Оренга
- Флоран Пјетрус
- Петар Поповић
- Фелипе Рејес
- Серхио Родригез
- Урош Слокар
- Само Удрих
- Данко Цвјетичанин

## Познатији тренери
- Хуан Антонио Оренга
- Велимир Перасовић
- Александар Џикић